# Feuerwehr St. Ottilien
Die Feuerwehr St. Ottilien ist die Freiwillige Feuerwehr der Abtei des Benediktinerordens Sankt Ottilien. Sie wurde am 20. Januar 1907 zum Selbstschutz gegründet, übernimmt heute jedoch vielfältige Aufgaben. Ihre Mannschaft rekrutiert sich allein aus den Mönchen des Klosters, was diese Feuerwehr überregional bekannt machte.

## Organisation
Die Feuerwehr steht unter dem Kommando von Bruder Anno Reuter. Ihre Einsatzkräfte üben einmal monatlich den Ernstfall und rücken zu rund 15 Einsätzen jährlich aus. Ihre Ausrüstung und Ausbildung entspricht der von normalen Freiwilligen Feuerwehren. Zu ihrem Einsatzgebiet gehören insbesondere das Kloster selbst, sowie ein Abschnitt der A 96, wo die Feuerwehr zu Verkehrsunfällen alarmiert wird. Zudem betreuen die Ottilianer alle 72 Feuerwehren des Landkreises Landsberg als Feuerwehrseelsorger. Ausgestattet ist die Feuerwehr mit einem Gerätewagen Logistik.

## Geschichte

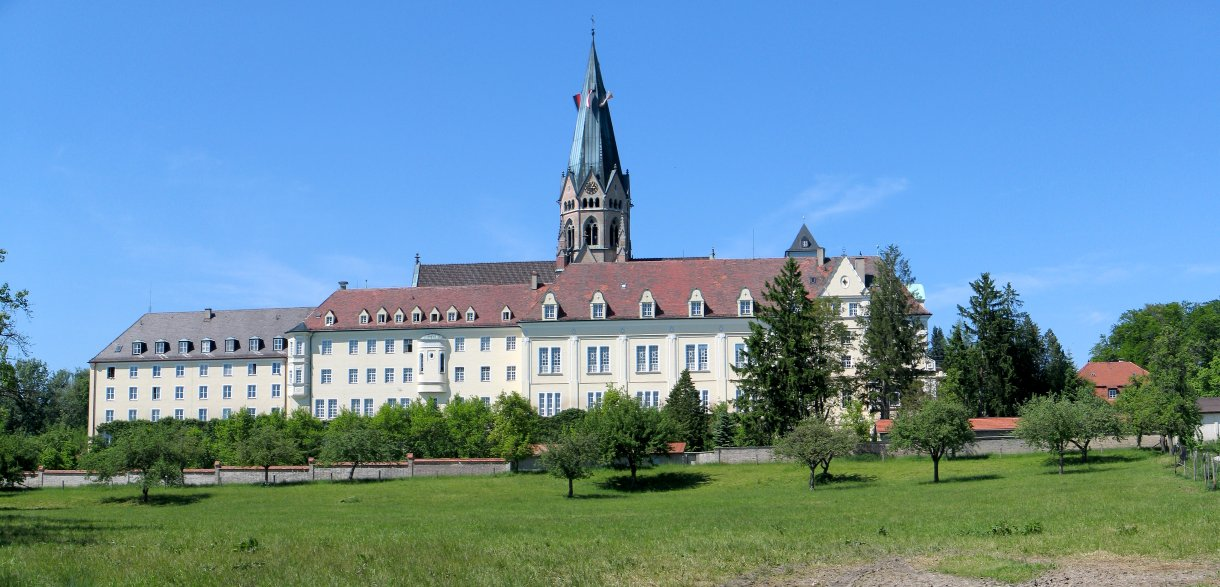
Erzabtei St. Ottilien

Eine Gasexplosion am 8. Januar 1906 in der Küche des Wirtschaftsgebäudes wurde, nachdem bereits 1895 ein Neubau einer Scheune des damals noch ansässigen Frauenklosters abgebrannt war, zum Anlass der Gründung einer Löschtruppe zum Selbstschutz. Damals wurden eine Saug- und Druckspritze, eine Leiter und eine Schlauchhaspel beschafft, mit der bereits in der damaligen Zeit den Feuerwehren im Umkreis ausgeholfen wurde. Bereits am 22. Juni 1908 erlebte die Feuerwehr ihren ersten Großeinsatz, als im nahen Unterwindach ein Blitzeinschlag zu einem Brand eines landwirtschaftlichen Anwesens führte und die Feuerwehr von Windach dieser Aufgabe allein nicht gewachsen war. Ein Jahr später, im Oktober 1909, kam es zu einem erneuten Großbrand, diesmal auf dem Gelände des Klosters selbst. Wie zehn Jahre später, im September 1919, brannte damals ein Großteil der Wirtschaftsgebäude, insbesondere der Futtervorräte, ab.
Nach dem Zweiten Weltkrieg benannte sich die Feuerwehr in „Werkfeuerwehr St. Ottilien“ um, wurde als solche vom zuständigen Landratsamt jedoch nie anerkannt. 1965 erhielt sie dann den Status einer Stützpunktfeuerwehr im Landkreis Landsberg am Lech und wurde mit einem Tanklöschfahrzeug 16/25 ausgestattet. 1984 wurde die „Werkfeuerwehr St. Ottilien“ dann offiziell in „Freiwillige Feuerwehr St. Ottilien“ umbenannt, womit sie eine öffentliche, kommunale Feuerwehr wurde. 2013 wurde sie der Freiwilligen Feuerwehr Eresing als „Löschgruppe St. Ottilien“ angegliedert.